# Інтернет

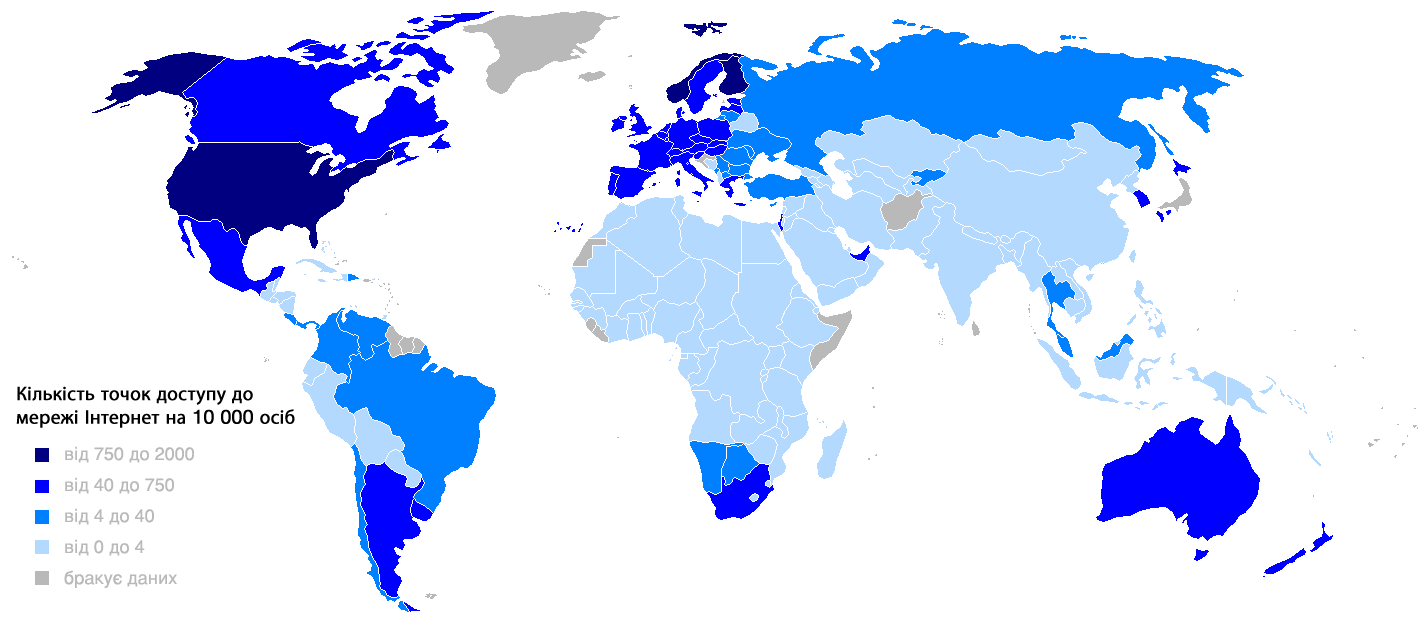
Кількість точок доступу до мережі «Інтернет» на 10000 жителів

Кількість користувачів інтернету у відсотках від населення країни (2015 р.)

Інтерне́т (від англ. Internet), міжнародна комп'ютерна мережа, всемере́жжя, (дослівно) міжмере́жа, міжмере́жжя — всесвітня система сполучених комп'ютерних мереж, що заснована на комплекті інтернетних протоколів. Інтернет також називають мережею мереж, бо він складається з мільйонів локальних і глобальних приватних, публічних, академічних, ділових і урядових мереж, пов'язаних між собою з використанням різноманітних дротових, оптичних і бездротових технологій. Міжмережжя становить фізичну основу для розміщення величезної кількості інформаційних ресурсів і послуг, як-от взаємопов'язані гіпертекстові документи Всесвітньої мережі (World Wide Web — WWW) та електронна пошта.
Інтернет є одним із засобів створення та розповсюдження сучасного мистецтва, а саме медіа-мистецтва, разом із Нет-арт, Саунд-арт, Відео-арт та іншими.
Станом на 2019 рік, більшість населення Землі мали доступ до мережі «Інтернет».

## Назва
У повсякденній мові слово інтерне́т (розм. Мережа) з малої літери найчастіше вживається в значенні Інтернет — всесвітня (глобальна) мережа комп’ютерів, що забезпечує обмін даними, доступ до інформаційних ресурсів та онлайн-сервісів. У формальному контексті або на початку речення слово пишеться з великої літери — Інтернет.
Назва Internet походить від англійського inter-network — міжмережа, тобто об'єднання окремих комп’ютерних мереж у єдину глобальну систему. Термін з'явився в США у 1970-х роках у межах проєкту ARPANET, який фінансувало DARPA для потреб Пентагону.
В українській мові слово Інтернет спершу вживалося як іншомовний термін без перекладу, але з поширенням технологій став загальновживаним. В офіційних документах часто використовується також словосполучення глобальна мережа, всесвітня мережа або мережа Інтернет. У розмовній мові поширене скорочене вживання — мере́жа, особливо в контекстах типу: «знайшов у мережі», «працює через мережу».
У сучасній українській мові допускається написання слова інтернет з малої літери, коли йдеться про технологію загалом або як синонім до "мережі", однак у значенні назви конкретної глобальної мережі рекомендовано вживати Інтернет з великої літери, відповідно до норм українського правопису.

## Структура
Інтернет не має централізованого керування, правил використання чи доступу. Кожна складова мережа встановлює свої власні стандарти. Централізовано визначаються правила використання адресного простору Інтернет-протоколу та системи доменних імен. Керує цим Інтернет-корпорація з надання імен та номерів (англ. Internet Corporation for Assigned Names and Numbers, або ICANN), міжнародна некомерційна організація з головним офісом розташованим у США. Технічне обґрунтування та стандартизацію основних протоколів (IPv4 і IPv6) проводить Internet Engineering Task Force (IETF) — некомерційна організація, відкрита міжнародна спільнота проєктувальників, учених, мережевих операторів і постачальників послуг.
Мережа побудована на використанні протоколу IP і маршрутизації пакетів даних. У наш час Інтернет відіграє важливу роль у створенні інформаційного простору глобального суспільства, слугує фізичною основою доступу до вебсайтів і багатьох систем (протоколів) передавання даних.

## Історія
1962 року Джозеф Ліклайдер (1915—1990), керівник Агентства передових оборонних дослідницьких проєктів США (англ. Defense Advanced Research Projects Agency, DARPA) висловив задум Всесвітньої комп'ютерної мережі. 1969 року Міністерство оборони США започаткувало розробку проєкту, котрий мав на меті створення надійної системи передавання інформації на випадок війни. Агентство DARPA запропонувало розробити для цього комп'ютерну мережу. Розробка була доручена Університету Каліфорнії в Лос-Анджелесі, Стенфордському дослідному центрові, Університету штату Юта і Університету Каліфорнії у Санта-Барбарі. Ця мережа була названа ARPANET (англ. Advanced Research Projects Agency Network — Мережа Агентства передових досліджень). У межах проєкту мережа об'єднала названі заклади. Всі роботи фінансувались за рахунок Міністерства оборони. ARPANET почала активно рости та розвиватись, її дедалі ширше почали використовувати вчені із різних галузей науки.
Перший сервер ARPANET було встановлено 1 вересня 1969 року у Каліфорнійському університеті в Лос-Анджелесі. Комп'ютер «Honeywell 516» мав 12 кілобайтів оперативної пам'яті.
До 1971 року була розроблена перша програма для відправлення електронної пошти мережею, котра відразу стала дуже популярною.
На початку 1970-х років мережа об'єднувала близько 200 вузлів.
1973 року до мережі через трансатлантичний кабель були приєднані перші іноземні організації з Великої Британії та Норвегії — мережа стала міжнародною.
У 1970-х роках мережа загалом використовувалась для пересилання електронної пошти, тоді ж з'явилися перші списки поштових розсилок, групи новин і дошки оголошень. Але в ті часи мережа ще не могла легко взаємодіяти з іншими мережами, котрі були побудовані на інших технічних стандартах. До кінця 1970-х років почали жваво розвиватись протоколи передавання даних, що були стандартизовані в 1982—1983 роках.
1 січня 1983 року мережа ARPANET перейшла з протоколу NCP на протокол TCP/IP, який досі успішно використовується для об'єднання мереж. Саме 1983 року за мережею ARPANET закріпився термін «Інтернет».
Урядове фінансування магістральної мережі Національного наукового фонду США в 1980-х, а також приватне фінансування для інших комерційних магістральних мереж у всьому світі привело до участі в розробці нових мережевих технологій і злиття багатьох мереж. Комерціалізація в 1990-х міжнародної мережі привела до її поширення та впровадження в майже кожен аспект сучасного життя людини.
1984 року була розроблена система доменних назв (англ. Domain Name System, DNS). Тоді ж у мережі ARPANET з'явився серйозний суперник — Національний науковий фонд США (NSF) заснував міжуніверситетську мережу NSFNet (англ. National Science Foundation Network), яка була утворена з дрібніших мереж, зокрема відомими на той час Usenet та Bitnet і мала значно більшу пропускну здатність, аніж ARPANET. До цієї мережі за рік під'єдналось близько 10 тисяч комп'ютерів; визначення «Інтернет» почало плавно переходити до NSFNet.
1988 року було винайдено протокол Internet Relay Chat (IRC), завдяки якому в Інтернеті стало можливим спілкування в дійсному часі (чат).
1989 року в Європі, в стінах Європейського центру ядерних досліджень (CERN) народилась концепція тенет. Її запропонував знаний британський вчений Тім Бернерс-Лі, він же протягом двох років розробляв протокол HTTP, мову гіпертекстової розмітки HTML та ідентифікатори URI.
1990 року мережа ARPANET припинила своє існування, програвши конкуренцію NSFNet. 1992 року компанія Sprint Corporation вперше почала надавати послугу під'єднання до Internet за допомогою телефонної лінії та модема (англ. dial-up access).
1991 року http-сервери стали доступні в Інтернеті, а 1993 року з'явився знаменитий веббраузер (англ. web-browser) NCSA Mosaic. Всесвітня павутина ставала дедалі знанішою.
1995 року NSFNet повернулась до ролі дослідницької мережі; маршрутизацією всього трафіку Інтернету тепер переймались мережеві провайдери (постачальники послуг), а не суперкомп'ютери Національного наукового фонду.
Того самого року, тенета стали основним постачальником інформації в Інтернеті, обігнавши за обсягом трафіку протокол передачі файлів FTP; було засновано Консорціум всесвітньої павутини (англ. World Wide Web Consortium). Можна сказати, що тенета перетворили Інтернет і заклали його сучасний вигляд. З 1996 року Всесвітнє павутиння майже повністю підмінило собою поняття «Інтернет».
Протягом 1990-х років Інтернет об'єднав у собі більшість наявних на той час мереж (хоча деякі, як, наприклад, Фідонет, залишились відособленими). Завдяки відсутності єдиного керівного центру, а також через відкритість технічних стандартів Інтернету, що автоматично робило мережі незалежними від бізнесу чи уряду, об'єднання виглядало неймовірно привабливим. До 1997 року в Інтернеті нараховувалось близько 10 мільйонів комп'ютерів і було зареєстровано понад мільйон доменних імен. Інтернет став дуже поширеним засобом обміну інформацією.
1998 року Папа Римський Іван Павло II заснував Міжнародний день інтернету, який щорічно святкується 4 квітня, в Україні з 2001 року «День Інтернету» відзначається щорічно 14 грудня.
У наш час Інтернет став доступним не лише крізь комп'ютерні мережі, але й через супутники зв'язку, радіосигнали, кабельні мережі, телефонні лінії, мережі стільникового зв'язку, спеціальні оптико-волоконні лінії і електропроводи. Всесвітня мережа стала невід'ємною частиною життя у розвинутих країнах і країнах, що розвиваються.
2000 року нараховувалося близько 327 млн користувачів, з них лише в США чисельність перевищувала 100 млн осіб.
2004 року Інтернет нараховував 700 млн користувачів. Число сайтів, що становило в 1993 р. 26 тис., на той час перевищило 5 млн.
5 січня 2011 року кількість інтернет-користувачів у світі сягнула 2 млрд.
На 2017 рік у світі нараховувалось 3,8 млрд користувачів всесвітньої мережі або 50 % населення Землі. Значно зросла кількість користувачів соцмереж і частка мобільних пристроїв у мережі.
Станом на листопад 2019 року, в світі до інтернету було під'єднано 4,1 млрд людей. 48 % жінок користуються інтернетом, серед чоловіків відсоток вищий — 58 %. Рівень охоплення зріс на 5,3 % порівняно із 2018 роком. У 2019 році показник користування інтернетом збільшився до 53,6 %. Найвищий рівень приєднання в Європі (82,5 %), а найнижчий — в Африці (28,2 %). Найбільший розрив між чоловіками і жінками — в Африці, в арабських країнах і в Азіатсько-Тихоокеанському регіоні. 3,6 млрд людей, все ще були без інтернету.
В 2023 році, Китай, на два роки раніше, ніж передбачалося, випередив всі глобальні прогнози, запустивши першу у світі інтернет-мережу нового покоління, яка більш ніж у 10 разів перевершує за швидкістю наявні магістралі. Нова магістральна мережа, що була введена в експлуатацію в липні 2023 року, протяжність якої становить понад 3000 км оптичного волокна, здатна передавати дані зі швидкістю 1,2 терабіта (1200 гігабітів) за секунду між Пекіном на півночі країни, центральним китайським містом Ухань і Гуанчжоу в південній провінції Гуандун.

## Основи організації мережі «Інтернет»

### Ключові принципи інтернету
Інтернет складається з багатьох мільйонів корпоративних, наукових, урядових і домашніх мереж. Об'єднання різнорідних за архітектурою мереж стало можливо завдяки протоколу IP (англ. Internet Protocol) і принципу маршрутизації пакетів даних. Протокол ІР був навмисно створений агностичним відносно фізичних каналів зв'язку. Тобто будь-яка мережа передавання цифрових даних може передавати інтернет трафік. На стиках мереж спеціальні маршрутизатори працюють над сортуванням і перенаправленням пакетів даних, базуючись на ІР-адресах одержувачів цих пакетів. Протокол ІР утворює єдиний адресний простір у масштабах всього світу, але в кожній окремо взятій мережі може існувати власний адресний підпростір. Така організація ІР-адрес дозволяє маршрутизаторам однозначно визначати подальший напрямок для кожного, навіть найменшого, пакету даних. У підсумку, між різними мережами Інтернету не виникає конфліктів і дані точно та без перешкод передаються від мережі до мережі всією планетою.
Сам протокол ІР був народжений у дискусіях всередині організації IETF (англ. Internet Engineering Task Force, Task force — група спеціалістів, покликана вирішити певне задання), назву котрої можна перекласти як «Група для вирішення завдань проєктування Інтернету». IETF і її робочі групи досі забезпечують розвиток протоколів Всесвітньої мережі. Вона відкрита для широкої участі та обговорень. Комітети цієї організації поширюють так звані документи RFC (англ. Request for Comments — запит коментарів). У цих документах даються технічні специфікації та точні пояснення багатьох питань. Деякі документи RFC організація IAB (англ. Internet Architecture Board — Рада з архітектури Інтернету) оголошує Стандартами Інтернету. З 1992 року IETF, IAB і низка інших організацій утворюють Товариство Інтернету (англ. Internet Society, ISOC) — організаційну основу для різноманітних дослідницьких і консультативних груп, що переймаються розвитком Інтернету.

### Протоколи інтернету
Протокол — спосіб взаємодії, обміну даними між комп'ютерами при роботі у мережі. Щоби різні комп'ютери могли разом працювати, вони повинні «розуміти один одного», тобто використовувати однакові протоколи. Сукупність цих протоколів називають стеком протоколів TCP/IP.
Нижче в алфавітному порядку перелічено найпоширеніші мережеві протоколи відповідно до моделі OSI:
| 1. На прикладному рівні: - DNS - FTP - HTTP - HTTPS - IMAP - LDAP - POP3 - SMTP - SSH - Telnet - XMPP (Jabber) | 2. На сеансовому рівні: - SSL - TLS | 3. На транспортному рівні - TCP - UDP | 4. На мережевому рівні - BGP - ICMP - IGMP - IP - OSPF - RIP - EIGRP - IS-IS | 5. На канальному рівні - Ethernet - Frame relay - HDLC - PPP - SLIP |

Окрім того, існує ціла низка нестандартизованих, але вже доволі поширених протоколів. Зазвичай, це протоколи децентралізованого обміну файлами та текстовими повідомленнями; на деяких із них побудовано цілі файлообмінні мережі. Це такі протоколи, як:
- OSCAR
- CDDB[en]
- eDonkey
- BitTorrent
- Gnutella
- Skype

### Служби мережі «Інтернет»
У наш час найпопулярнішими службами Інтернету є:
- Веб
  - Вебфоруми
  - Блоги
  - Вікі-проєкти (в тому числі й Вікіпедія)
  - Інтернет-магазини
  - Інтернет-аукціони
  - Інтернет-події
  - Інтернет-час
- Електронна пошта та списки розсилки
- Групи новин (в основному, Usenet)
- Файлообмінні мережі
- Електронні платіжні системи
- Інтернет-радіо
- Інтернет-телебачення
- IP-телефонія
- Системи обміну повідомленнями
- FTP-сервери
- IRC

## Служби доступу інтернету до віддалених файлів
Інформаційні архіви — «комп'ютерні бібліотеки», в яких зберігаються різноманітні матеріали та програми, що користуються тривалим попитом і часто-густо мають значний обсяг. Інформація в архівах зберігається у вигляді файлів, які залежно від їх тематичної спрямованості групуються в каталоги і підкаталоги, створюючи деревоподібну структуру (відповідну файловій структурі операційних систем MS-DOS і UNIX). Каталог найвищого рівня називається кореневим каталогом архіву.
Основним завданням поштового сервера інформаційного архіву, є пересилання за запитами користувачів необхідних файлів засобами електронної пошти. Під час підготовки файлу до пересилання, поштовий сервер автоматично виконує (у разі потреби або за запитом користувача) операції архівування та кодування інформації. Поштові програмні сервери, що працюють з інформаційними архівами, можна розподілити на три види:
- файловий сервер;
- FTPmail-сервер;
- WAISmail-сервер.

Файловий сервер обслуговує лише один інформаційний архів і призначений тільки для автоматичного приймання запитів користувачів і видачі електронною поштою результатів їх виконання у вигляді файлів із текстовою інформацією, графічними продуктами, програмами тощо;
FTPmail-сервер дозволяє користувачу отримати файли з віддалених інформаційних архівів, що працюють у режимі FTP (File Transfer Protocol). Завдання FTPmail-серверу, складніші ніж файлового сервера. За запитом користувача сервер автоматично створює програму взаємодії з віддаленим архівом, проводить сеанс зв'язку та відсилає його результати замовнику електронною поштою;
Доступ до файлів віддалених комп'ютерів відбувається за протоколом передачі даних File Transfer Protocol (FTP). Багато загальнодоступних FTP-серверів дозволяють під час сеансу зв'язку отримати будь-які файли, які цікавлять користувача.
Довідково-пошуковий WAISmail-сервер (Wide Area Information Service) призначений для пошуку інформаційних архівів, що містять необхідні файли.

## Послуги комп'ютерної мережі «Інтернет»
Інтернет надає наступні основні види послуг, зокрема:
1. e-mail — електронна пошта;
2. групи новин;
3. списки поштової розсилки;
4. доступ до файлів віддалених комп'ютерів;
5. сеанси зв'язку з іншими комп'ютерами, під'єднаними до INTERNET;
6. пошук інформації в базі даних в оперативному режимі;
7. спілкування з іншими користувачами шляхом використання сервісу інтернет чату;
8. доступ до інформаційної системи World Wide Web (WWW).

З додаткових послуг можна виділити:
- широка передача MultiMedia;
- RadioInternet;
- розмовний конференційний зв'язок;
- безпечні угоди;
- відео-конференційний зв'язок;
- бездротове з'єднання.

## Формування назв телеконференцій
Імена телеконференцій мають ієрархічну структуру. Вищий рівень цієї структури називають ієрархіями телеконференцій. Ієрархії бувають територіальними — тоді їхні назви збігаються з позначеннями країн або переважних у цих країнах систем (наприклад, de, ukr, relcom). Також існують міжнародні ієрархії, найвідомішими з яких є:
- comp — обговорення питань, пов'язаних із комп'ютерами і програмуванням;
- news — обговорення програми обміну новинами, питання розвитку системи телеконференцій;
- rec — відпочинок, хобі, захоплення;
- sci — дискусії і обмін досвідом із різних наукових дисциплін;
- soc — питання суспільного життя;
- talk — обговорення дискусійних питань за інтересами;
- misc — теми, що не входять у жоден із класів, або які одночасно охоплюють кілька класів;
- biz — бізнес і альтернативна ієрархія.

Назви телеконференцій складаються з назви ієрархії та теми, зв'язаних крапкою (наприклад, телеконференція news.answers належить до ієрархії news і присвячена відповідям на питання, що найчастіше ставляться). Ця конференція має двокореневу назву. У разі необхідності, можуть створюватися трьох-, чотирьох- і п'ятирівневі назви. Зазвичай, в телеконференції Usenet заборонялося розміщати будь-яку комерційну інформацію, проте ця традиція була порушена. Внаслідок цього, сьогодні чимале місце в системі телеконференцій посідає відверта реклама. У комерційних групах новин розміщаються рекламні оголошення про купівлю, обмін чи продаж товарів і послуг.

## Субкультура мережі «Інтернет»
Сучасний Інтернет має також дуже багато соціальних і культурних граней. Він є універсальним середовищем для спілкування, розваг і навчання. Так, за підсумками дослідження Оксфордського університету підлітки, які мали доступ до Інтернету, отримували вищі оцінки за тих, хто не мав доступу до інтернету.
За допомогою Інтернету стало можливо робити покупки та оплачувати послуги. Для багатьох людей Інтернет — спосіб заробітку. А загалом Інтернет — віддзеркалення сучасного суспільства та світосприйняття.
Одним із проявів субкультури Інтернету є День безпечного інтернету, що відзначається щорічно з 2004 року другого вівторка лютого.

### Інтернетні спільноти
Інтернет пропонує широкі можливості для спілкування; в ньому легко знайти людей зі спільними інтересами, хобі та світоглядом. Окрім того, в мережі психологічно значно простіше спілкуватись, аніж при особистій зустрічі. Ці причини обумовлюють створення й активний розвиток інтернет-спільнот — груп людей зі спільними інтересами, які спілкуються переважно через Інтернет. Такі товариства поступово відіграють все важливішу роль у житті всього сучасного суспільства. Прикладом може слугувати волонтерська мережа World Community Grid

### Інтернетна залежність
Зі зростанням популярності Інтернету стали проявлятись і негативні сторони його застосування. Зокрема, дехто настільки захоплюється віртуальним простором, що проводить за комп'ютером до 18 годин на добу. Таку залежність багато хто порівнює з тютюнокурінням чи наркоманією. Визначення інтернет-залежності звучить так: «Це непереборне бажання вийти в Інтернет, перебуваючи off-line, і нездатність вийти з Інтернету, перебуваючи on-line». Згідно з даними різноманітних досліджень, на початку 2020-х, інтернет-залежними є близько 10 % користувачів у всьому світі. Фахівці вже розробили методики позбавлення від цієї залежності.

### Знайомства через інтернет
Знайомства в інтернеті зазвичай, пов'язують із розвагами або пошуком чоловіка за кордоном. Обидва напрямки інколи стають своєрідною залежністю. Дуже зрідка можна знайти службу знайомств, що здійснює винятково серйозні знайомства для шлюбу, зокрема, знайомства для християн чи, взагалі, людей із узвичаєними поглядами на шлюб.

### Групи новин
Групи новин — загальнодоступні дискусійні форуми, як, наприклад, клуби за інтересами. Повідомлення утворюються у вигляді каталогів. Фізично інформація, що міститься в окремих групах новин, зберігається на серверах провайдерів, університетів, корпорацій тощо. Зазвичай, життєвий цикл повідомлень обмежений і вони знищуються за деякий час, — в іншому випадку сервери були би загромаджені ними протягом декількох місяців.
Користувачі INTERNET постійно відправляють у групи новин найрізноманітніші повідомлення. Приблизно протягом доби ці повідомлення через USENET надходять майже на всі вузли INTERNET для остаточного ознайомлення, в групу новин. Група новин INTERNET — всесвітня розподілена дошка оголошень bulletin board systems.
Звичайна робота з групою новин полягає в наступному: спочатку користувач бачить перше повідомлення, потім відповідає на нього, згодом відповідає на запитання тощо. Отож можна прочитати все спілкування або тільки ті його частини, що вас цікавлять. Для контактування з групами новин були розроблені спеціальні програмні засоби, які призначені для роботи з повідомленнями, оскільки самі по собі тогочасні браузери не мали засобів доступу до повідомлень.
Найпоширенішою дошкою оголошень став USENET. USENET — всесвітня розподілена дошка оголошень (bulletin board system BBS). Користувачі INTERNET по всьому світу постійно відправляють у групи новин найрізноманітніші повідомлення та протягом доби ці повідомлення через USENET надходять майже на всі вузли INTERNET для загального ознайомлення. Зараз у мережі Usenet діє понад 15 тисяч груп новин, які відображають переважно всі сторони сучасного життя. У телеконференціях можна зустріти документацію з найсучаснішого програмного забезпечення, статті відомих науковців, і нарешті все що завгодно. Телеконференціями (групами новин) свого часу називалися файлові ділянки на серверах, до яких мали доступ стосовно читання та запису, всі охочі обмінюватися інформацією з певних тем.
Крім того, проводиться розповсюдження інформації за допомогою «закритих» телеконференцій на зразок Clarinet.
Всі телеконференції можуть бути модеровані (керовані) або немодеровані. Модеровані телеконференції можуть наповнюватися інформацією лише визначеними особами — модераторами. Інші користувачі мережі можуть тільки читати цю інформацію. Модератори (окремі особи) несуть відповідальність за зміст телеконференцій. Немодеровані телеконференції доступні для розміщення інформації будь-якими користувачами мережі. Модеровані телеконференції стали засобом висловлення думки модераторів, тобто керованим засобом масової інформації — електронними газетами. Прикладом однієї з найсерйозніших електронних газет, доступних у мережі INTERNET є ієрархія телеконференцій Clarinet, яка містить понад сотні груп новин, присвячених політичній, економічній, правовій, спортивній та іншим тематикам. Наповнення телеконференцій здійснюють декілька інформаційних агентств, серед яких, наприклад, Reuters, API, UPI, NewsBytes.
Користувачі, які не можуть знайти групу новин за своїми інтересами, доклавши деяких зусиль, можуть створити свою власну групу новин.

### Тролінг
Тролінг — психологічний та соціальний феномен, що зародився в Інтернеті протягом 1990-х років. Інтернет-тролями, або просто тролями у Всесвітній мережі називають людей, які навмисно поширюють провокаційні статті чи повідомлення (на форумах, у групах новин Usenet, у вікі-проєктах), завдання яких — викликати суперечки між учасниками, флейм, образити тощо. Такі статті чи повідомлення також іноді називають тролями, а процес їх написання — тролінгом. Сьогодні будь-який знаний ресурс (форум, група новин, вікі-проєкт) стикається з цим явищем.

### Кіберпанк
Інтернет, кіберпростір і віртуальна реальність знайшли свій відбиток і в сучасному мистецтві. Ще в середині 1980-х років утворився особливий жанр наукової фантастики, що зосереджується на комп'ютерах, високих технологіях і проблемах, котрі виникають у суспільстві через застосування плодів науково-технічного прогресу. Сюжетом творів даного жанру часто стає боротьба гакерів із могутніми корпораціями. Жанр набув значної поширеності в літературі, кінематографі, графічних творах (особливо аніме) та в комп'ютерних іграх. Сам термін «кіберпанк» вигадав письменник Брюс Бетке, який 1983 року оприлюднив однойменне оповідання.

## Цензура в мережі «Інтернет»

Рівень цензури в інтернеті за країнами, 2018
Тотальна цензура
Істотна цензура
Вибіркова цензура
Зміна ситуації
Низький рівень чи взагалі відсутня цензура
Немає даних

У деяких країнах є серйозні обмеження на діяльність мережі: на державному рівні закривається доступ до деяких вебсайтів.

### Китай
У Китаї діє так звана «Велика китайська інформаційна стіна», яка блокує ІР-адреси вебсайтів «сумнівного змісту». Водночас обов'язки блокувати такі вебсайти китайський уряд переклав на місцевих провайдерів. У громадських інтернет-кафе, де переважно користується інтернетом китайський робочий клас, люди повинні здати посвідчення особи перед тим, як сісти за комп'ютер.
Показовим є блокування сайту «Google», скасоване лише у січні 2006 року. Однак, згідно з домовленостями з китайським урядом, підсумки пошуків для китайських користувачів будуть «дещо обмежені». Заборонена у Китаї і Вікіпедія. Що цікаво, китайський уряд зробив це під приводом «боротьби з проповідуванням насильства».
У липні 2011 року китайським урядом було видано нові постанови, які вимагають від кафе, пабів, книгарень та готелів Пекіну встановити програмне забезпечення для відстеження дій відвідувачів, які вирішили скористатися доступом до Інтернету через Wi-Fi. У разі невиконання цих вимог обумовлено штраф у $2300 або позбавлення ліцензії на ведення бізнесу. Вартість самого програмного забезпечення становить близько $3100. Подібна стратегія, а також ціна програмного пакета, змусила власників багатьох пекінських закладів відмовитися від надання своїм відвідувачам послуги безкоштовного WiFi.
Як відомо, Китай — світовий лідер із цензурування всесвітньої мережі. Крім закриття більше, ніж мільйона порнографічних сайтів, під повною або частковою забороною опинилося декілька надзвичайно відомих ресурсів: зокрема соціальна мережа Facebook, сервіс мікроблогів Twitter та відеохостинг YouTube.

### Північна Корея
Попри наявність каналів зв'язку з Інтернетом, Північна Корея не має на своїй території доступних серверів тенет; декілька вебсайтів, що належать північнокорейському урядові, фізично перебувають за межами країни (kcckp.net [Архівовано 5 серпня 2011 у Wayback Machine.]). Тим не менш, з 2004 року в КНДР працює електронна пошта, доступна обмеженому колу осіб. Водночас на території країни діє не пов'язана з Інтернетом власна комп'ютерна мережа «Кванмйон».

### Іран
Починаючи з 3 грудня 2006 року для користувачів Ірану було закрито доступ до низки сайтів, серед яких Вікіпедія, YouTube, IMDb. Вважається, що це пов'язано з розгорнутою в країні кампанією боротьби зі «згубним впливом західної культури». У вересні 2012 року Іран вийшов з Всесвітнього павутиння, замінивши його інтранетом[джерело?].

### Росія
28 грудня 2024 року, Уряд Росії затвердив заборону на підключення до мобільного та стаціонарного звʼязку через інтернет. Зокрема, Кремль виключив зі списку ліцензій на послуги звʼязку «передачу інтернет-даних з накладеною голосовою інформацією». Дану заборону пояснюють боротьбою з шахрайством.

## Український сегмент інтернету
Історія українського підрозділу Інтернету починається 19 грудня 1990 року, коли Юрій Янківський (Yuri Yankovski) з Міжгалузевого Наукового Центру Технології Програмування «Технософт» (м. Київ, керівник Ігор Вельбицький) під'єднався до світової мережі Інтернет. На відміну від США, де Інтернет (NSFNET) фінансувався державою аж до 1995 року, Інтернет в Україні та й загалом в країнах колишнього СРСР, почав розгортатись без будь-якої державної підтримки. Дослідження на тему так званої загальнодержавної автоматизованої системи академіка Глушкова спочатку завзято блокувалися, а на початку буремних 1990-х повністю були закриті. Тож Інтернет в Україні з'явився тільки завдяки зацікавленості інженерів і бажанню зламати інформаційні перешкоди. Влітку 1990 року інженер Демос/KIEA Дмитро Володін познайомився з комп'ютерним адміністратором університету Гельсінкі та, повернувшись до Москви, під'єднав Демос до мережі Інтернет. Вже після першої платіжки за міжнародний зв'язок Москва-Гельсінкі стало зрозуміло, що або вікно в Інтернет треба закрити, або треба знайти джерела для інтернет-мережі. Так з'явився задум інтернет-мережі Релком, яка у дійсності дозволила всім учасникам інтернет-спільноти розподілити витрати на утримування Інтернету. «Технософт» (ts.kiev.ua) хоч і був зареєстрований у домені «UA», але на той час насправді не існувало ані домену «UA», ані домену «RU». Тому Дмитро Володін (dvv) зробив позначку про те, що електронну пошту до першого інтернет-вузла України слід надсилати через ussr.eu.net.
За майже повної недоступності автоматичного телефонного зв'язку в країні, коли надіслати звичайний факс потребувало майже чотири години, можливість не тільки передати електронну пошту у світову мережу всього за 30 хвилин, а й брати участь у відкритих світових форумах Usenet, стала справжнім інформаційним проривом. Вже навесні 1991 року ts.kiev.ua формально набув статусу Інтернет-сервіс-провайдера (ISP), забезпечивши транзит Інтернету абонентам України, а до кінця 1991 року інтернет-вузол Технософт вже обслуговував користувачів Інтернету не лише з Києва, а й з багатьох інших міст України.
Історія домену (так би мовити, «винятково українського», УАнет) інтернету починається восени 1991 року, коли українські фахівці розпочали переговори з IANA про виділення для України власного доменного імені, окремо від загального для всього колишнього Радянського Союзу доменного імені .su. 1 грудня 1992 року представник IANA Джонатан Постел делегує домен першого рівня коду країни .ua провідним українським Інтернет-фахівцям, обраним Інтернет-спільнотою — Олегові Волощуку й Ігорю Свиридову. Обов'язки адміністраторів виконувались на громадських засадах.
Дволітерний код країни UA встановлено міжнародним стандартом ISO 3166 для позначення географічної території, і не є засобом ідентифікації держави Україна та/або української нації.
У січні 1993 року у м. Славсько проведено конференцію українських інтернет-фахівців, на якій було делеговано 27 регіональних доменів — для кожної з областей України та окремо для міст: Київ і Севастополь.
1995 року адміністратором .UA ccTLD делеговані цільові публічні домени COM.UA, GOV.UA, NET.UA. Домен GOV.UA призначений для обслуговування державних установ і організацій України, що здійснюють свою діяльність відповідно до чинного законодавства України (government — уряд). Домен COM.UA делегований в інтересах бізнесу. Домени третього рівня в домені NET.UA делегуються юридичним особам, які зареєстровані на території України і декларують надання мережевих послуг на території України як провідний вид діяльності. Делеговані короткі (дволітерні) географічні домени-синоніми (km.ua = khmelnytsky.ua і ін.).
21 лютого 2001 року неформальне товариство UA NCG ухвалює створити ТОВ «Хостмайстер» — юридичну особу, основною метою якої є прикладне втілення принципів діяльності адміністратора .UA ccTLD. Чинні адміністратори .UA ccTLD — Дмитро Кохманюк та Ігор Свиридов разом з іншими адміністраторами публічних доменів *.UA, входять до складу засновників товариства. Директором товариства призначений Борис Мостовий.
1 грудня 2002 року виповнилося 10 років з часу офіційного делегування Україні домену .UA. За 10 років у 51 публічному домені було зареєстровано понад 100 тисяч доменних імен, а в домені .UA — понад 500 приватних доменних імен.
У березні 2009 року українська спільнота користувачів Інтернету (користувачі, які зробили більше, ніж один перегляд сторінки за березень 2009 року, і користувачі, котрі переглядали сторінки в березні і у попередньому місяці) становила 11,96 млн осіб, що на 9,4 % більше, ніж у лютому 2009 року.
У регіональному розподілі користувачів зі значним відривом перемагав Київ, на який припало 60,14 % усіх користувачів Інтернету в Україні. Далі йшли Одеса (5,14 %), Харків (5,39 %), Дніпро (4,92 %), Донецьк (4,82 %), Львів (2,83 %), Крим (2,80 %), Запоріжжя (1,80 %). Загальна частка цих регіонів становила 24,9 %. На решту регіонів України припало 13,26 % користувачів.
Аутсайдерами за рівнем проникнення Інтернету згідно з даними березня 2009 року були Луцьк (0,18 %), Житомир (0,21 %), Чернівці (0,32 %) і Закарпаття (0,31 %).
Станом на початок 2009 року в домені України .ua (зокрема з доменами другого, третього і т. д. рівнів) зареєстровано 390 197 імен.
У листопаді 2015 року в домені України .ua (разом з доменами другого, третього тощо, рівнів) було зареєстровано 556 148 імен.
Станом на вересень 2019 року Україна посідала четверте місце серед 39 держав Європи за кількістю FTTH/B-вузлів (Fiber To The Building — волоконно-оптичний кабель до будівлі) та FTTH (Fiber To The Home — волоконно-оптичний кабель безпосередньо до квартири/офісу) — 11,24 млн одиниць. Більше було лише в Російській Федерації, Франції та Іспанії.
За даними GlobalLogic кількість українських інтернет-користувачів у 2020 році зросла на два мільйони, що на 33 % більше, ніж у 2019 році. Станом на початок 2021 року кількість інтернет-користувачів становила майже 30 мільйонів (близько 67 % населення країни).

### Економічні санкції проти ресурсів країни-агресора
15 травня 2017 року Президент Порошенко своїм указом увів у дію рішення РНБО «Про застосування персональних спеціальних економічних та інших обмежувальних заходів (санкцій)», яке забороняло провайдерам надавати користувачам доступ до російських соцмереж «ВКонтакті» та «Однокласники», інтернет-порталу «Яндекс» (пошуковик і десятки супутніх сервісів), поштового сервісу Mail.Ru, а також до сайтів розробників антивірусів «Лабораторія Касперського» і «Dr.Web». 17 травня указ набув чинності і провайдери почали блокувати доступ: першими блокування впровадили мобільні оператори, за ними провайдери фіксованого доступу.
Указ викликав неоднозначну оцінку українського громадянського суспільства. Були ті, хто вважав таке обмеження виправданим в умовах російської агресії проти України. Були противники заборони, які наголошували на неприпустимості досудового блокування інтернет-ресурсів. Міжнародні неурядові організації висловили занепокоєння указом Президента України (Human Rights Watch [Архівовано 24 січня 2018 у Wayback Machine.], Freedom House, «Репортери без кордонів», Комітет захисту журналістів, Європейська федерація журналістів). Генсек Ради Європи теж висловив свою стурбованість, тим часом як представники НАТО і ЄС визнали блокування російських інтернет-ресурсів питанням національної безпеки, яке превалює над питанням свободи слова.
У липні 2017 року у ВРУ було зареєстровано проєкти законів про блокування сайтів без рішення суду та встановлення спецобладнання в інтернет-провайдерів. Офіс Уповноваженого з прав людини виступили разом із правозахисниками проти цих проєктів законів.
У вересні 2017 року СБУ було направлено до операторів, провайдерів телекомунікацій листи, в яких, з посиланням на статтю 25 Закону України «Про Службу безпеки України», рекомендувала обмежити доступ абонентам до ресурсів деструктивного характеру за наданим переліком. Тим часом провайдери та Інтернет Асоціація України не могли отримати від СБУ відповіді щодо правових та технічних пояснень стосовно питань блокування.
Після блокування 17 травня 2017 року російських сайтів через агресію Російської Федерації щодо України, їхній рейтинг різко почав знижуватися. Facebook вперше обійшов ВКонтакті[джерело?]. Частка пошуковика Гугл для україномовних сайтів піднялася до 82 %, натомість частка Яндекса впала із 25 до 16 % і продовжувала знижуватися, Мейл.ру охоплював менше 5 %, решта — ще менше. Вже за травень 2017, кількість українських відвідувачів російських сайтів зменшилася із 25 млн до 12 млн на день.

## Глобальні збої
14 січня 2025 року російські користувачі поскаржилися на масштабний збій у роботі інтернету. За даними онлайн-платформи Downdetector, на території РФ не завантажувалися сайти та застосунки магазинів і банків, також спостерігалися проблеми з доступом до Telegram, TikTok, Google, YouTube, Steam і Twitch. Крім того, абоненти повідомляли про збої у російських мобільних операторів, інтернет не працював у Білайна, Мегафона та Т2. Падала також робота моніторингового сервісу Сбой.рф, який через деякий час відновив функціонування. Найбільше користувачі зазнали труднощів із доступом до популярних ресурсів. У Роскомнагляді заявили, що не знають причини збою Рунету.
15 січня 2025 року у Татарстані (РФ) стався масштабний збій в роботі інтернету через пошкодження оптоволоконного кабелю. Проблеми з доступом до мережі торкнулися близько 3,8 млн користувачів у 21 регіоні РФ.

## Цікаві факти
- Патроном інтернету є Ісидор Севільський.

### Навчальні ресурси
- Портал знань [Архівовано 29 березня 2013 у Wayback Machine.] — Відкритий навчальний курс «Мережа Internet та її сервіси»

### Організації, котрі займаються розвитком Інтернету та мереж
- Вебсайт ТзОВ «Хостмайстер» [Архівовано 8 серпня 2011 у Wayback Machine.] — адміністратора домену .ua
- Internet Society, ISOC [Архівовано 9 серпня 2011 у Wayback Machine.] — Товариство Інтернет
- World Wide Web Consortium, W3C [Архівовано 2 грудня 2002 у Wayback Machine.] — Консорціум Всесвітньої павутини
- Internet Architecture Board, IAB [Архівовано 11 лютого 1998 у Wayback Machine.] — Вивіска архітектури Інтернет
- The Internet Engineering Task Force, IETF — Робоча група з проєктування Інтернет
- OpenStandards.net [Архівовано 20 квітня 2021 у Wayback Machine.] — Відкриті стандарти
- International Organization for Standardization, ISO [Архівовано 7 серпня 2008 у Wayback Machine.] — Міжнародна організація з стандартизації
- Internet Corporation For Assigned Names and Numbers, ICANN [Архівовано 28 вересня 2011 у Wayback Machine.] — Інтернет-корпорація з присвоєння імен та номерів
- Internet Assigned Numbers Authority, IANA [Архівовано 30 квітня 2010 у Wayback Machine.] — Організація з присвоєння номерів Інтернет
- Internet Mapping Project — Проєкт картографії Інтернет
- Web Standards Group, WSG [Архівовано 15 травня 2014 у Wayback Machine.] — Група стандартів Тенет
- The Web Standards Project [Архівовано 7 серпня 2011 у Wayback Machine.] — Проєкт стандартів Тенет
- Unicode Organization [Архівовано 19 березня 2018 у Wayback Machine.] — Організація Юнікод
- The Semantic Web Community Portal [Архівовано 8 грудня 2003 у Wayback Machine.] — Портал спільноти семантичних тенет
- internet2.edu [Архівовано 14 вересня 2005 у Wayback Machine.] — Вебсайт консорціуму Інтернет-2
- РосНИИРОС [Архівовано 5 липня 2014 у Wayback Machine.] Російський науково-дослідний інститут розвитку суспільних мереж

### Статистика
- Статистика вітчизняного Інтернету [Архівовано 29 березня 2007 у Wayback Machine.]
- Статистика Інтернету від «Internet World Stats» [Архівовано 24 січня 2010 у Wayback Machine.]
- Статистика Інтернету від «Clickz»[недоступне посилання з листопадаа 2019]
- Статистика Інтернету за країнами [Архівовано 8 червня 2003 у Wayback Machine.]
- Статистика Інтернету за мовами
- Найпопулярніші ресурси Всесвітньої павутини за даними «Alexa» [Архівовано 18 січня 2009 у Wayback Machine.]
- «Рубрикатор» Всесвітньої павутини «lii.org — Librarians' Internet Index» («Інтернет-показчик бібліотекарів»)

### Історія
- Грудень 1990-го. Реєстраційний запис першого українського вузла Інтернет у домені.su [Архівовано 10 серпня 2011 у Wayback Machine.]
- Документальний фільм «Завантаження — правдива історія Інтернету»
- Історія розвитку вітчизняного Інтернету [Архівовано 6 лютого 2007 у Wayback Machine.]
- Архів першого у світі вебсайту [Архівовано 15 листопада 2010 у Wayback Machine.]
- Історія інтернету від ISOC [Архівовано 4 червня 2007 у Wayback Machine.]
- Як народжувався Інтернет [Архівовано 1 липня 2006 у Wayback Machine.]
- Хронологія Інтернету «Hobbes' Internet Timeline» v7.0 [Архівовано 5 травня 2009 у Wayback Machine.]

### Різне
- Сет Стівенс-Девідовіц. Усі брешуть, але інтернет знає твої думки. Пер. Олексія Чупи. — Київ: видавництво K.Fund, 2018.
- Використання Інтернету (відео) [Архівовано 4 липня 2013 у Wayback Machine.](укр.)
- Що таке інтернет? (відео) [Архівовано 8 квітня 2014 у Wayback Machine.](укр.)
- eLook.org «Internet Encylopedia» [Архівовано 5 серпня 2011 у Wayback Machine.] — Енциклопедія функціонування Інтернету
- Як працює Інтернет? Загальний опис технології ADSL [Архівовано 4 лютого 2016 у Wayback Machine.]
- Історія Інтернету та Мережі та еволюція вебстандартів
- Шахрайство в Інтернеті [Архівовано 1 липня 2011 у Wayback Machine.]
- Науково-популярне пояснення інфраструктури Інтернету [Архівовано 10 квітня 2010 у Wayback Machine.] на вебсайті «How Stuff Works» («Як все працює»)
- «Сплітаючи павутиння: витоки та майбутнє Всесвітньої мережі» [Архівовано 6 серпня 2006 у Wayback Machine.] — книга Тіма Бернерса-Лі
- Ландэ Д. В., Снарский А. А., Безсуднов И. В. Интернетика: Навигация в сложных сетях: модели и алгоритмы [Архівовано 27 липня 2011 у Wayback Machine.]. — M.: Либроком (Editorial URSS), 2009. — 264 с. ISBN=978-5-397-00497-8.